# Alen (Vorname)
Alen ist ein jugoslawischer, armenischer (Ալեն, klassische Orthografie: Ալէն) sowie assyrischer (ܐܠܝܢ) meist männlicher Vorname. 

## Varianten
- Bretonisch: Alain, Alan
- Dänisch: Allan
- Englisch: Alan, Allan, Allen, Allyn
- Estnisch: Allan
- Französisch:  Alain, Alanus
- Irisch: Ailín
- Schottisch-Gälisch: Ailean
- Schwedisch: Allan
- Walisisch: Alun
- Diminutiv: Al

## Namensträger
- Alen Abramović (* 1976), kroatischer Skilangläufer
- Alen Achrowitsch Awidsba (* 2000), russischer Tennisspieler
- Alen Avdić (* 1977), bosnischer Fußballspieler
- Alen Bajgoric (* 1994), österreichischer Handballspieler
- Alen Bašić (* 1980), bosnischer Fußballspieler
- Alen Bešić (* 1975), serbischer Literaturkritiker, Übersetzer und Dichter
- Alen Blažević (* 1986), kroatischer Handballspieler
- Alen Bokšić (* 1970), kroatischer Fußballspieler
- Alen Borošak (* 1987), slowenischer Fußballschiedsrichter
- Alen Bucman, eigentlicher Name von Skinny Al, deutscher Rapper
- Alén Diviš (1900–1956), tschechischer Maler und Illustrator
- Alen Floričić (* 1968), kroatischer Künstler
- Alen Halilović (* 1996), kroatischer Fußballspieler
- Alen Hodzovic (* 1977), deutscher Schauspieler, Sänger und Musicaldarsteller
- Alen Islamović (* 1957), jugoslawisch-bosnischer Musiker und Sänger
- Alen Marcina (* 1979), kanadischer Fußballspieler
- Alen Markaryan (* 1966), türkischer Fußballfan und Sportkolumnist
- Alen Mašović (* 1994), serbischer Fußballspieler
- Alen Milak (* 1984), luxemburgischer Fußballspieler
- Alen Milosevic (* 1989), Schweizer Handballspieler
- Alen Müller-Hellwig (1901–1993), deutsche Kunstweberin
- Alen Muratović (* 1979), montenegrinischer Handballspieler
- Alen Omić (* 1992), bosnisch-slowenischer Basketballspieler
- Alen Orman (* 1978), österreichischer Fußballspieler
- Alen Ožbolt (* 1996), slowenischer Fußballspieler
- Alen Pamić (1989–2013), kroatischer Fußballspieler
- Alen Panow (* 1978), ukrainischer Diplomat
- Alen Pašagič (* 1989), slowenischer Fußballspieler
- Alen Petrović (* 1969), kroatischer Fußballspieler
- Alen Pjanic (* 1997), deutscher Basketballspieler
- Alen Ploj (* 1992), slowenischer Fußballspieler
- Alen Roj (* 1992), slowenischer Badmintonspieler
- Alen Sassjejew (* 1988), ukrainischer Ringer
- Alen Simonjan (* 1980), armenischer Politiker
- Alen Škoro (* 1981), bosnisch-herzegowinischer Fußballspieler
- Alen Smailagić (* 2000), serbischer Basketballspieler
- Alen Stajcic (* 1973), australischer Fußballspieler und -trainer
- Alen Stevanović (* 1991), serbischer Fußballspieler
- Alen Velčić (* 1970), deutscher Basketballspieler